# كونتينينتال سي دي 200
كونتينينتال سي دي 200 (التسمية السابقة: تي دي 300) محرك طائرة ديزل مسطح رباعي، أُنتج بواسطة شركة كونتينينتال موتورز.
اعتُمد المحرك بواسطة هيئة الطيران الفيدرالي الأمريكي في أبريل 2013.

## التصميم والتطوير
أعلن رهيت روس الرئيس الجديد لشركة كونتينينتال في عام 2008، عن اهتمام  الشركة بتوفير بنزين طائرات 100 إل إل  مستقبلاً، ونتيجة لذلك ستطور محرك ديزل قدرته 300 حصان (220 كيلو وات) ليحصل على شهادة النوع في 2009 أو 2010.
قررت شركة كونتينينتال ترخيص تصميم محرك موجود بالفعل لتطويره، بدلاً من إنتاج محرك ديزل جديد. لم تعلن الشركة عن تفاصيل المحرك، لكن وسائل الإعلام المهتمة بالطيران أشارت إلى أنه المحرك الفرنسي اسما اس آر 305_230 ‏.

## المواصفات (سي دي_230)

### مواصفات عامة
- النوع: محرك ديزل مسطح رباعي.
- قطر الأسطوانة: 126 مم.
- الشوط: 100 مم.
- سعة المحرك: 304 بوصة مكعبة.
- الطول: 82 إلى 83 سم.
- العرض: 93.1 سم.
- الارتفاع: 80 إلى 96.3 سم.
- الوزن الصافي: 204.1 كجم.

### المكونات
- نوع الوقود: وقود النفاثات جت ايه أو جت ايه_1.

### الأداء
- القدرة الناتجة: 230 حصان (172 كيلو وات) عند 2200 دورة/دقيقة.
- نسبة الانضغاط: 1:17.1
- استهلاك الوقود: 41.5 لتر/ساعة